# Kresniške Poljane
Kresniške Poljane so naselje v Občini Litija.